# Lîpivka, Lîpova Dolîna
Lîpivka (în ucraineană Липівка) este un sat în comuna Panasivka din raionul Lîpova Dolîna, regiunea Sumî, Ucraina.

## Demografie
Componența lingvistică a localității Lîpivka
     Ucraineană (100%)
Conform recensământului din 2001, toată populația localității Lîpivka era vorbitoare de ucraineană (100%).